# За Русь святую
«За Русь святую» — политическая партия Российской Федерации. Зарегистрирована в 2002 году. На выборах в Государственную думу России в 2003 году набрала 0,49 % голосов (первоначально планировала участвовать в составе блока «Родина»).
В декабре 2003 года Министерство юстиции направило в суд иск о ликвидации «За Русь святую!» за злоупотребление религиозными чувствами в ходе избирательной кампании. Ликвидирована в 2005 году за невозврат средств, выделенных на избирательную кампанию.
Ориентация: консерватизм, ценности православия, социализм, патриотизм.
Председатель — депутат Государственной Думы России (1995—1999) Сергей Попов.